# Jaroslav Mihule
Jaroslav Mihule (1. prosince 1930 Praha – 20. prosince 2024 Zvánovice) byl český muzikolog, vysokoškolský pedagog, hudební skladatel a diplomat.

## Život

### Původ, mládí a studium
Narodil se 1. prosince 1930 v Praze, kde strávil většinu života. Od raného dětství se u něho projevovalo hudební nadání (jako zpěvák a klavírista s absolutním sluchem). Svou hudebnost zdědil po předcích z obou stran rodičů. Do jeho rodiny patří také divadelník a herec Václav Mihule (15. června 1758 Praha – 1808 Košice), skladatel Jiří Mihule starší (22.  července 1907 Praha – 27. dubna 1977 tamtéž) i jeho syn, Jiří Mihule, emeritní člen České filharmonie (* 4. června 1937 v Praze).
Po ukončení základní školní docházky v době Protektorátu Čechy a Morava studoval ve školním roce 1944/45 na Amerlingově mužském ústavu učitelském, kde měl též povinnou hru na housle. Po válce pokračoval nejprve na Benešově reformním reálném gymnasiu v Praze 6 (1945–1946) a poté na klasickém Akademickém gymnasiu v Praze 2 (maturita 1949). Doba jej vedla nejprve k povinnému seznámení s němčinou, pak s francouzštinou, latinou a povinnou ruštinou, po přestupu na Akademické gymnasium pak ještě se starořečtinou a angličtinou.
Klavírní hru studoval ve škole profesorky Hany Králíkové-Slavkovské, dcery smetanovského a dvořákovského klavírního virtuosa Karla ze Slavkovských, později za vedení profesorů pražské konzervatoře Albína Šímy a Anny Dolinské. Na Univerzitě Karlově si na podzim roku 1949 zapsal bohemistiku na Filozofické fakultě a hudební výchovu na Pedagogické fakultě, kterou v červnu 1953 absolvoval jako promovaný pedagog (gymnaziální profesor). V letech 1952–1955 na Státní konzervatoři v Praze absolvoval skladbu u Františka Píchy, žáka Josefa Suka, a dirigování.

### Akademická dráha
V letech 1954–1959 pracoval jako korepetitor v taneční složce Československého státního souboru písní a tanců, pro nějž složil i několik skladeb. V letech 1955–1957 vykonával povinnou vojenskou službu v poddůstojnické škole, kterou absolvoval jako desátník a Vzorný minometník. Na samém konci služby byl degradován na vojína, ale po návratu do civilu byl znovu povýšen na desátníka.
Od konce roku 1958 začal působit jako lektor hudebních nauk na Institutu tělesné výchovy a sportu Univerzity Karlovy (od roku 1965 Fakulta tělesné výchovy a sportu UK). Vyučoval zde v tělovýchovném prostředí až do roku 1989 řadě disciplín spjatých s hudbou (pohybová skladba, rytmická gymnastika), i teoretických (dějiny a teorie hudby, teorie komunikace, hudební estetika a psychologie). I zde se uplatnil jako klavírista a skladatel a zkomponoval několik spartakiádních skladeb, skladeb pro mezinárodní Večery družby,  pro vystoupení v gymnastice moderní i sportovní apod. Věnoval se též odbornému výzkumu na poli kinantropologie.
V té době se začal věnoval také muzikologii. V roce 1968 získal titul PhDr. na základě souboru prací (mezi nimi již publikované Symfonie Bohuslava Martinů) a roku 1974 hodnost kandidát pedagogických věd (CSc.) po obhajobě spisu Čas hudebně-pohybových struktur. V roce 1989 se habilitoval jako docent a 1990 byl jmenován profesorem (od r. 1998 emeritní profesor). Byl rovněž vyzván k autorské účasti na řadě učebnic a učebních textů.
Po sametové revoluci byl po dvě období prorektorem Univerzity Karlovy (1990–1994) a současně přednášel dějiny hudby na katedře hudební výchovy Pedagogické fakultě UK.

### Diplomatická činnost
V roce 1991 byl ministerstvem školství jmenován zástupcem ČSFR v komisi pro UNESCO na 26. zasedání v Paříži jako expert pro otázky vysokých škol a zařazen do mezinárodní databanky expertů UNESCO pro tento okruh činnosti. V roce 1994 dočasně přerušil práci na akademické půdě (naposledy ve funkci proděkana pro zahraniční vztahy Pedagogické fakulty UK), přešel do diplomatických služeb a v letech 1994–1997 byl prvním velvyslancem České republiky v Nizozemsku.

## Výběrová bibliografie

### Knihy
- Symfonie Bohuslava Martinů. Praha: SNKLHU, 1959
- Bohuslav Martinů. Profil života a díla. Praha: Supraphon, 1974
- Богуслав Мартину. Moskva: Izd. Muzyka, 1981
- Martinů - osud skladatele. Praha: Univerzita Karlova, nakladatelství Karolinum, 2002. 606 s.. ISBN 80-246-0426-4. Druhé přepracované vydání tamtéž, 2017, 567 s. ISBN 	978-80-246-3797-6
- Bohuslav Martinů - los encuentros en su vida y en su obra. Buenos Aires: Centro Cultural J. A. Comenius, 2007, překlad: Helena Voldan
- Gymnastika jako tvůrčí akt. Viléma Novotná a kolektiv. Praha: Karolinum, 2012 (spoluautor)
- Bohuslav Martinů Símbolo y música. Buenos Aires: Ekumene, Comenius Cultural Center. 2013. 550 p. překlad: Helena Voldan. ISBN 978-987-9484-32-6
- Hudební eseje a morality. Polička: Městská knihovna Polička ; Praha: Argo, 2015, 370 s. ISBN 978-80-257-1486-7
- Tinnitus 1930-2010. Praha: Univerzita Karlova, nakladatelství Karolinum, 2016, 456 s. ISBN 978-80-246-3339-8
- Otázky hudební estetiky. Praha: Pedagogická fakulta, Univerzita Karlova, 2016, 198 s. ISBN 978-80-7290-878-3

### Studie
- Rytmus a jeho experimentální výzkum (s K. Appeltem, in: Sborník Institutu tělesné výchovy a sportu č. 4, Praha 1964, s. 293–321)
- Základní funkce hudby v tělovýchovné skladbě (Acta Universitatis Carolinae Gymnica, Praha 1966, č. 1, s. 53–59)
- Der Mensch und die Welt im musikdramatischen Schaffen Martinůs (in: Colloquia on the History and Theory of Music, Praha, HIS 1967, s. 75–96)
- Rytmus a rhythmos. K interpretaci termínu (Acta Universitatis Carolina Gymnica, Praha 1972, č. 1, s. 87–100)
- Intencionalita hry a výtvarné sporty (Acta Universitatis Carolinae Gymnica, Praha 1972, č. 2, s. 71–79)
- Měření hudebnosti závodnic v moderní gymnastice (s B. Kosem, Praha, ČSTV 1978)
- První kvartety Bohuslava Martinů (in: Almanach SBM, Příspěvky z mezinárodního hudebně vědního kolokvia, Praha-Brno 1979, s. 77–86)
- K technice rytmografie (s B. Kosem, in: Sborník z konference k 25. výročí založení FTVS 1981, Praha 1981, s. 239–243)
- Hudba, tělesná kultura a muzikoterapie (in: Sborník z konference k 25. výročí založení FTVS, Praha 1981, s. 437–439)
- Hudebnost v tělovýchovném procesu mládeže (s B. Kosem, Acta Universitatis Carolinae Gymnica, Praha 1981, č. 1, s. 31–41)
- Bohuslav Martinů a světová literatura (in: Hudba slovanských národů a její vliv na evropskou hudební kulturu, Praha – Brno 1981)
- K ohlasu teoretické harmonie Otakara Hostinského (in: sborník Pocta Hostinskému, Brno,  ČMS 1982, s. 129–132)
- Kreativní reakce na hudební dojmy (s J. Hlavsou a A. Stránským, Československá psychologie 27, 1983, s. 39–49)
- Puls a impuls (in: sborník Čas v hudbě, Praha, SČSKU 1984, s. 97–102)
- Slovensko v životě a díle Bohuslava Martinů (in: sborník Česká a slovenská skladateľská tvorba vo vzájomnej kontinuite, Bratislava, MDKO 1984, s. 35–38)
- Kazantzakis und Bohuslav Martinůs Oper Griechische Passion (in: Sborník z mezinárodní konference v Božím Daru 1984, Praha, ČSAV 1986, s. 51–60)
- Paul Hindemith nabízí Bohuslava Martinů. Opus musicum 1986/8
- Martinů ve vývoji hudby XX. století (in: sborník z konference Martinů Anno 1981, Praha, ČHS 1987)
- Několik subjektivních meditací nad Leošem Janáčkem a zázraky jeho hudby (Opus musicum 20, 1988, č. 9, s. 270–277; pro program Théâtre National Opéra de Paris, Cycle Janáček – Katia Kabanova, Palais Garnier)
- St. Louis a opera. Opus musicum 1989/10
- Maja Sacher-Stehlin. Opus musicum 1989/10
- Pařížská škola (in: Colloquium Bohuslav Martinů, His Pupils, Friends and Contemporaries, Brno 1990, 102–104)
- Fascinace smrtí a mladý Martinů. Opus musicum 1991/5
- O hře aneb Jan Patočka koresponduje s barbarem v Athénách. Opus musicum 1990/2
- Phantasiethematik im Werk von Bohuslav Martinů. In: Bohuslav Martinů Anno 1981. Papers from an International Musicological Conference Prague, 26 - 28 May, 1981. Edit. by Jitka Brabcová, Praha : Česká hudební společnost 1990, s. 103–108. Spoluautoři Jaroslav Hlavsa a Antonín Stránský
- The Naïve Composer and the Sophisticated Professor (Antonín Dvořák – Alfred Einstein) (Czech Music, The Biannual Journal of the Dvořák Society, London 1992, svazek 17, č. 2, s.  3–7)
- Tvořivost, mozek a hudba. In Tvořivost jako základní dimenze moderní hudební pedagogiky. Sborník z mezinárodní hudebně pedagogické konference, konané dne 19.4.1992 na PedF UK v Praze. Praha : PdF UK, 1992, s. 5-11.
- Poznámky ke kritickému vydání Janáčkova díla (řada E, svazek 1 a 2; Die Musikforschung 46, 1993, s. 349–351)
- Hus a hudba jeho doby (in: sborník U příležitosti koncertu v rámci sympozia „Jan Hus mezi epochami, národy a konfesemi“, Bayreuth 25. 9. 1993, Praha, Česká křesťanská akademie 1995, s. 328–330)
- Martinů na Princetonu. Opus musicum 1993/3
- Zapomenutá historie z biografie Bohuslava Martinů z počátku let dvacátých (Opus musicum 30, 1998, č. 4–5, s. 162–168)
- Martinů a Itálie (in: Slánské rozhovory 2005, sborník z kolokvia Boemia e Italia, Slaný 2005, s. 49–51)
- Einige Bemerkungen zu den religiösen Aspekten im Werk von Bohuslav Martinů. In: Aspekte der Musik, Kunst und Religion zur Zeit der Tschechischen Moderne. Martinů Studien Band 2, herausgegeben von Aleš Březina. Peter Lang Bern 2009 (S. 103–112)
- Státní hymna České republiky a její příběh. Nákladem vlastním, Praha 2010, 16 s.
- Úvodem k dějinám hudby, jmenovitě dvacátého století. Hudební výchova 3/2013, s. 44–46
- La pansofía de Comenius vista hoy. In: J. A. Comenius, Preludio de la pansofía, ed. Helena Voldan, Buenos Aires : Ekumene 2015 (pp. 15–19)

### Učebnicové publikace (hudební výchova, hudba a tělovýchova)
- Poslechové skladby pro 6.–9. ročník základní devítileté školy (s kolektivem, Praha, Supraphon 1977)
- Hudební výchova pro 6. ročník experimentálních základních škol (s M. Střelákem, Praha, SPN 1978, 175 s.)
- Hudební výchova pro 6. ročník základních škol (s M. Střelákem, Praha, SPN 1981, 175 s)
- Metodická příručka k učebnici Hudební výchova pro 6. ročník základní školy (spolupráce, autor Miroslav Střelák, Praha SPN 1981, 207 s.)
- Hudební výchova pro 7. ročník experimentálních základních škol (s M. Střelákem, Praha, SPN 1979, 211 s.)
- Metodické pokyny k experimentální učebnici Hudební výchova pro 7. ročník experimentálních základních škol (s M. Střelákem, Praha, SPN 1981, 71 s.)

- Hudební výchova pro 7. ročník základních škol (s P. Jurkovičem a M. Střelákem, Praha, SPN 1982, 238 s.)
- Hudební výchova pro 8. ročník základní (obecné) školy (s Ivanem Poledňákem a Petrem Mašlaněm, Praha: Fortuna 1994, 254 s.)

- Hudební výchova pro 9. ročník základní školy a pro víceletá gymnázia (s. Petrem Mašlaněm a Františkem Mourycem, Praha: Fortuna 1999, 266 s.)

- Hudba a její svět (II. díl učebnice pro I.-IV. ročník střední pedagogické školy, s Vladimírem Kováříkem, autor I. dílu) Praha, SPN 1985, 494 s.

- Gymnastické rozcvičky (s R. Beránkem a E. Šimonovou, Praha, Orbis 1961).
- Historický vývoj a základy teorie tělovýchovných vystoupení v ČSSR (s L. Serbusem a B. Kosem, učební text FTVS, Praha, UK 1962).
- Umělecká gymnastika (Stanislava Kašparová; spolupráce Dagmar Šťastná a Jaroslav Mihule. Učební text FTVS, Praha, UK 1963, 124 s.).
- J. Libra a kol.: Sportovní gymnastika (vysokoškolská učebnice, Praha, SPN 1973).
- Kapitoly z pohybové skladby (s K. Appeltem, učební text FTVS, Praha, UK 1980).
- Didaktika rytmické gymnastiky (s D. Šťastnou, učební text FTVS, Praha, UK 1984; cena rektora UK).
- Rytmická gymnastika (Jaroslav Mihule, Dagmar Šťastná, 2. přeprac. vyd. Praha, Karolinum 1993, 222 s.)
- Hudba a pohyb v praxi tělesné výchovy s přihlédnutím k výuce osob se specifickými potřebami. In: Novotná, Viléma, a kol., Programy gymnastiky a tance, Praha, Karolinum 2020, s. 61-73. ISBN 978-80-246-4619-0

## Činnost veřejná a společenská
Od roku 1953 spolupracoval více než po čtyřicet let s rozhlasem, zejména s redakcemi hudební, hudebně vzdělávací, školskou apod.; připravil velkou řadu průvodních textů ke gramofonovým deskám, zvláště věnovaným hudbě Martinů. Publicisticky aktivní v různých listech a periodikách, zejména to byly Hudební rozhledy (např. v sérii článků na obranu státní hymny v letech 1994–2007 apod.), Opus musicum,  Lidová tvořivost, Gramorevue, Národní divadlo, Zprávy Společnosti Bohuslava Martinů, Taneční listy, Czechoslovak Life, Mitteilungen der Paul Sacher Stiftung a j). V letech 1954–1959 pracoval jako korepetitor v Československém státním souboru písní a tanců, pro nějž složil několik skladeb. Od roku 1959 je celoživotně spjat s Fakultou tělesné výchovy a sportu Univerzity Karlovy, kde působil jako lektor, odborný asistent, docent a profesor; vyučoval zde řadě s hudbou spjatých disciplín, a to jak teoretických (dějiny a teorie hudby, přednášky o komunikaci, kreativitě), tak praktických (pohybová skladba). Jeho skladatelská činnost se váže zejména také k tomuto působišti (autor několika spartakiádních skladeb a skladeb pro studenty Fakulty tělesné výchovy a sportu UK pro mezinárodní Večery družby, mnoha kompozic pro vystoupení v gymnastice moderní i sportovní apod.). Doktorát získal na Pedagogické fakultě UK, kde v devadesátých letech a znovu po roce 2010 byl pozván přednášet dějiny hudby 20. stol. a hudební estetiku.
Stal se iniciátorem Společnosti Bohuslava Martinů, členem správní rady Fondation Martinů se sídlem v Basileji ve Švýcarsku a místopředsedou podobné rady Nadace Bohuslava Martinů v Praze, dále krátký čas členem rady Nadace Milady Horákové, Nadace Zdenky Podhajské, členem výboru francouzsko-české společnosti Association pour la musique et l’art Tchécoslovaque se sídlem v Paříži, čestným členem Dvořák Society v Londýně a Mouvement Janáček v Paříži. Byl zván k přednáškové činnosti na amerických univerzitách (1989 a 1990 Washington University v St. Louis, Missouri, v roce 1991 Vassar College a Bard College ve státě NY a v Princetonu, NJ), 1990 se zúčastnil muzikologické konference pořádané Sorbonnou Paris 3, v roce 1991 byl pozván k přednáškám o J. A. Komenském na Technische Universität v Karlsruhe (Institut für angewandte Mathematik), reprezentoval Univerzitu Karlovu v Basileji, Londýně (University of London), Aarhusu, Terstu, Římě apod.
Počátkem roku 1998 je pozván do Londýna na Guild Hall School přednášet o Martinů, v roce 2003 na letní školu Central European University v Budapešti (tematický okruh Crossing the Boundaries: Music as the Expression of Social and Political Ideas in Modern East-Europe), 2006 do nizozemského Hilversumu na třídenní seminář věnovaný Bohuslavu Martinů apod. V letech 2012–2015 přednášel na katedře hudební výchovy Pedagogické fakulty UK „Hudební dějiny 20. stol“ a „Hudební estetiku“.

## Ocenění
- Cena Zdeňka Nejedlého za knihu Bohuslav Martinů, profil života a díla (Supraphon, Praha 1972)
- Cena rektora Univerzity Karlovy za text Didaktika rytmické gymnastiky (spoluautorka Dagmar Šťastná)
- 1994 Zlatá medaile Univerzity Karlovy
- 1995 Cena Classic '95 za životní dílo
- 2015 Pamětní list města Poličky
- 2015 Pamětní list Pedagogické fakulty Univerzity Karlovy
- 2018 Cena Nadace Bohuslava Martinů
- 2019 Čestné občanství města Poličky[4][5]
- 2023 Cena Ministerstva kultury ČR[6]

#### Lexika
- Malá československá encyklopedie (Praha 1986)
- International Who‘s Who in Music (Cambridge, 7. vydání 1975). Marquis Who‘s Who in the World (Chicago, 4. vydání 1978–79). Encyklopedie tělesné kultury díl A-O (Olympia Praha a Šport Bratislava 1988, s. 358). Kdo je kdo (Praha 1992). Kdo je kdo v České republice 94/95 (Praha, Modrý jezdec 1994). Universum (Praha, Euromedia Group 2001). Kdo je kdo. Osobnosti české současnosti. 5000 životopisů (Praha, Kdo je kdo 2005)

#### Ostatní
- Pukl, Oldřich, Jaroslav Mihule: Bohuslav Martinů. Hudební věda 3, roč. XV/1978 - Academia Praha ISSN 0018-7003, s. 280–281
- Vejvoda, Jiří – Nutz, Ota:  Káva u Kische III. (Praha, Radioservis 1993, s. 155–167)
- Veber, Petr: Spasení v namáhavé nedostižnosti cíle (Lidové noviny 23. 12. 1995, s. XIII)
- Veber, Petr: Důstojná freska Bohuslava Martinů (Harmonie 2003, č. 2, s. 19)
- Doležal, Miloš - Štourač, Jiří, Rozhovor s Jaroslavem Mihule (Revolver revue leden 2005, č. 57, s. 25-227)
- Hejzlar, Tomáš: Jaroslav Mihule o životě a jeho proměnách (Haló noviny 16. 12. 2005, s. VIII)
- Vostřelová, Michaela: Martinů na cestě do Argentiny. Harmonie 24. 7. 2014
- Střelcová, Stanislava: Člověk, který se nebál. Harmonie 21. 12. 2020
- Hlaváč, Jiří: Preludium pro Jaroslava Mihuleho. A Prelude for Jaroslav Mihule, Martinů Revue 2020/vol.XX/no.3, p. 8
- Střelcová, Stanislava: A Man without Fear... Martinů Revue 2020/vol.XX/no.3, p. 7–8
- Holá, Monika: Celebrating Jaroslav Mihule. Martinů Revue 2020/vol.XX/no.3, p. 8–9
- Štraus, Ivan: Jaroslav Mihule 90. Martinů Revue 2020/vol.XX/no.3, p. 6–7
- Hudební vědu jsem si nevybral. Autobiografická kapitola. Harmonie 2. 3. 2020, s. 52–55